# Gitesi
Gitesi è un settore (imirenge) del Ruanda, parte della Provincia Occidentale e del distretto di Karongi.